# Amphisbaena silvestrii
Amphisbaena silvestrii là một loài bò sát trong họ Amphisbaenidae. Loài này được Boulenger mô tả khoa học đầu tiên năm 1902.